# Villejust
Villejust är en kommun i departementet Essonne i regionen Île-de-France i norra Frankrike. Kommunen ligger i kantonen Villebon-sur-Yvette som tillhör arrondissementet Palaiseau. År 2022 hade Villejust 2 502 invånare.

## Befolkningsutveckling
Antalet invånare i kommunen Villejust
| Referens: INSEE |